# Steve Loter
Steve Loter est directeur et producteur dans le domaine de l'animation. Loter est, sans doute, connu pour être directeur et producteur de séries telles que Kim Possible, Brandy et M. Moustache, American Dragon: Jake Long.  
Loter a aussi dirigé des séries animées telles que Happy Monster Band, Les Aventures de Buzz l'Éclair, Tarzan, et certains épisodes de Ren et Stimpy , "Duckman", "Stressed Eric" et de "Kevin Smith's Clerks The Animated Series".